# Melka Kunture
Melka Kunture is een complex van paleolithische vindplaatsen in Ethiopië. Het ligt 50 km ten zuiden van Addis Abeba in het Ethiopisch Hoogland, bij het dorp Melka Awash, op de tegenoverliggende oever van de rivier Awash. Ten zuiden van de brug over de Awash heeft de rivier drie watervallen.
Franse archeologen van de Mission Archéologique Française en Éthiopie hebben Melka Kunture sinds de jaren 1960 onderzocht en meer dan 30 afzonderlijke afzettingen blootgelegd. De archeologische niveaus zijn gedateerd dankzij de aanwezigheid van vulkanische afzettingen die verband houden met de prehistorische uitbarstingen van de Zuqualla, ten zuidoosten van Melka Kunture.
De Commissie voor Cultuur en Toerisme van Oromia heeft ter plaatse een museum gebouwd met financiële steun van de toenmalige Europese Economische Gemeenschap. Het bestaat uit vier gebouwen met tentoonstellingen over respectievelijk de Afrikaanse prehistorie, geologie en vulkanologie, paleoantropologie en de prehistorie van Melka Kunture. Een openluchtmuseum toont de opgravingen van twee Acheuleaanse vindplaatsen van 0,8 miljoen jaar geleden tot nu.
De Melka Kunture-site werd in juli 2024 tijdens de 46e sessie van de Commissie voor het Werelderfgoed door UNESCO opgenomen op de Werelderfgoedlijst als onderdeel van een inschrijving van zes vindplaatsen onder de naam “Melka Kunture en Balchit: archeologische en paleontologische vindplaatsen van de Ethiopische hooglanden”.